# Airbus Future Jet Trainer
Der Airbus Future Jet Trainer ist ein Vorprojekt für ein militärisches Schul- und leichtes Erdkampfflugzeug mit Überschallfähigkeit des Herstellers Airbus.

## Beschreibung
In Spanien blieben nach der Stilllegung der CASA C-101 im Jahr 2022 weiterhin Northrop F-5 als Trainingsflugzeuge im Einsatz.
Im Wissen um die spanischen Bedürfnisse eines solchen Trainers entwickelten die Ingenieure bei Airbus ein Vorprojekt eines solchen Trainers. Das Flugzeug sollte auch kompatibel sein zur Ausbildung der Piloten des Future Combat Air System.
Nach einigen Meldungen über das Projekt im Jahr 2020 und 2021 gab es keine weiteren Informationen bis 2023. In diesem Jahr gab Airbus eine Zusammenarbeit mit Leonardo bekannt, das den zweistrahligen Trainer Alenia Aermacchi M-346 produziert.

## Technische Daten
| Kenngröße                | Daten             |
| ------------------------ | ----------------- |
| Besatzung                | 2                 |
| Länge                    | 13,80 m           |
| Spannweite               | 10,00 m           |
| Höhe                     | 4 m plus Fahrwerk |
| Leermasse                |                   |
| normale Startmasse       |                   |
| max. Startmasse          |                   |
| max. Treibstoffkapazität |                   |
| Höchstgeschwindigkeit    |                   |
| Steigrate                |                   |
| Dienstgipfelhöhe         |                   |
| Einsatzradius            |                   |
| Triebwerk                |                   |
| Schubkraft               |                   |
| max. Waffenlast          |                   |